# Hopi-Streifenhörnchen
Das Hopi-Streifenhörnchen (Tamias rufus, Syn.: Neotamias rufus) ist eine Hörnchenart aus der Gattung der Streifenhörnchen (Tamias). Es kommt im östlichen Utah, dem westlichen Colorado und dem nordöstlichen Arizona in den Vereinigten Staaten vor.

## Merkmale
Das Hopi-Streifenhörnchen erreicht eine durchschnittliche Kopf-Rumpf-Länge von etwa 12,0 Zentimetern bei einer Streuung von 9,3 bis 14,8 Zentimeter, der Schwanz ist etwas kürzer. Das Fell der Tiere ist blass-orange bis zimtfarben, auf dem Rücken befinden sich – wie für die Gattung typisch – drei dunkle Rückenstreifen, die durch vier hellere Streifen getrennt und gegenüber den Körperseiten abgegrenzt sind. Der mittlere Streifen ist kastanienbraun, die beiden anderen Streifen entsprechen der sonstigen Fellfarbe und sind nur etwas dunkler. Die hellen Zwischenstreifen sind weiß bis gräulich. Die Hüften, die unteren Körperseiten und das Gesicht sind blassgrau, wobei das Gesicht gattungstypisch weiß gestreift ist. Die oberen Körperseiten und auch die Füße sind hell-orange. Die Bauchseite ist sandfarben bis blass-orange. Der Schwanz ist oberseits kohlenschwarz und rötlich durchsetzt, an der Unterseite ist er hell-orange mit schwarzen Rändern.

## Verbreitung

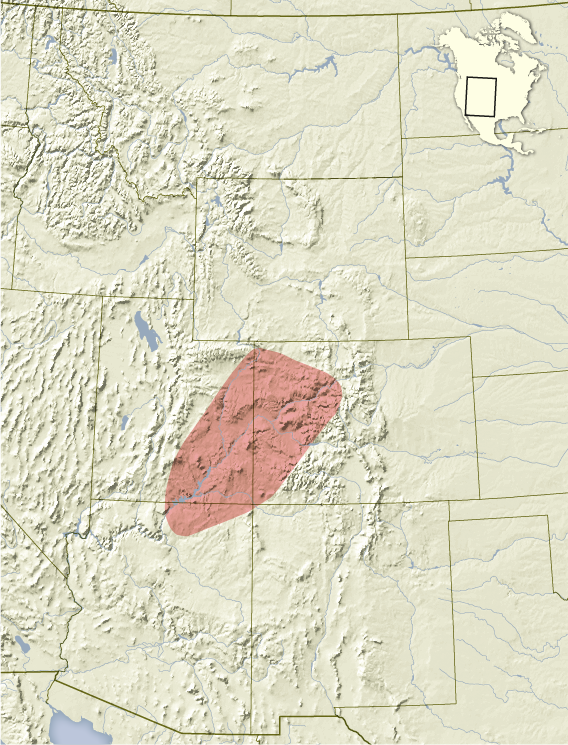
Verbreitungsgebiet des Hopi-Streifenhörnchens

Das Hopi-Streifenhörnchen kommt im östlichen Utah, dem westlichen Colorado und dem nordöstlichen Arizona in den Vereinigten Staaten vor.

## Lebensweise

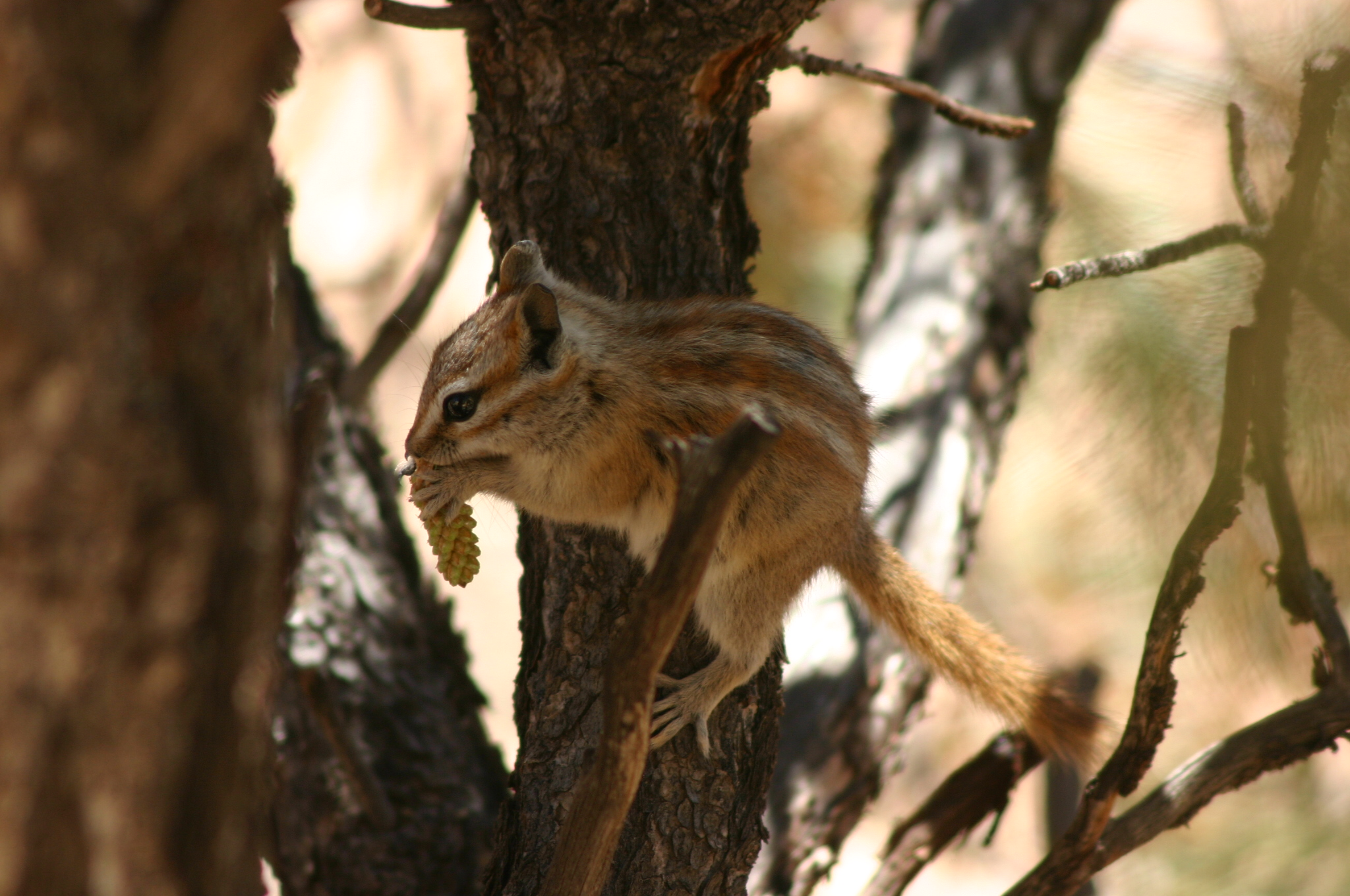
Hopi-Streifenhörnchen bei der Nahrungsaufnahme

Das Hopi-Streifenhörnchen lebt in verschiedenen, meist steinigen Lebensräumen in seinem Verbreitungsgebiet, vor allem in offenen Wacholder-Pinyon-Beständen. Manchmal nutzt er auch sandige und durch Coleogyne (blackbrush) und Oryzopsis hymenoides dominierte Habitate im Umfeld.
Die Art ist tagaktiv und bodenlebend, die Tiere können jedoch auch in die Bäume und Felsen klettern. Ihr Aktivitätsraum ist etwa 0,4 bzw. 1,0 bis 1,3 Hektar groß und beinhaltet zahlreiche Bäume, Sträucher und Felsen. Sie sind überwiegend herbivor und ernähren sich überwiegend von Samen von Kräutern, Sträuchern und Bäumen, nutzen jedoch auch andere Pflanzenteile, Pilze und auch Insekten als zusätzliche Nahrungsquelle. Als Opportunisten nutzen sie darüber hinaus Überreste aus dem anthropogenen Müll. Die Tiere sammeln Samen in ihren Backentaschen und transportieren sie in geschützte Bereiche unter Büschen oder Felsen, um sie zu fressen. Sie legen zudem Lager unter Felsen und in Spalten an. Sie halten keinen Winterschlaf, fallen jedoch bei extrem kalten Temperaturen in einen kurzen Torpor, der an wärmeren Wintertagen unterbrochen wird. Sie verlassen an diesen Tagen das Nest und suchen sich Nahrung in der Umgebung oder in eigens angelegten Futterlagern nahe dem Nest. Im Vergleich zu den meisten anderen Streifenhörnchen setzen Hopi-Streifenhörnchen für die Winterzeit mehr Fett an, insgesamt 10 bis 20 % ihrer Körpermasse, und sorgen so für einen längeren Torpor vor.
Die Tiere bauen ihre Nester im Boden im Bereich von Felsen oder unter Büschen. Die Männchen sind vom Februar bis zum späten April sexuell aktiv, die Paarungen finden entsprechend vor allem im Februar und März statt. Nach einer Tragzeit von 30 bis 33 Tagen werfen die Weibchen einen Wurf von durchschnittlich fünf Jungtieren. Diese werden für etwa sechs bis sieben Wochen gesäugt und verlassen das mütterliche Nest im Mai. Sie erreichen die Geschlechtsreife nach etwa zehn bis elf Monaten und können sich im Folgejahr verpaaren.
Zu den wichtigsten Fressfeinden der Tiere gehören Füchse und Kojoten, Wiesel, Greifvögel und Schlangen.

## Systematik
Das Hopi-Streifenhörnchen wird als eigenständige Art innerhalb der Gattung der Streifenhörnchen (Tamias) eingeordnet, die aus 25 Arten besteht. Die wissenschaftliche Erstbeschreibung stammt von Donald Frederick Hoffmeister und L. Scott Ellis aus dem Jahr 1979, die die Art anhand von Individuen aus dem Coconino County, Arizona, als Unterart des Colorado-Streifenhörnchens als Eutamias quadrivittatus rufus einführten. 1985 wurde sie von Howard Levenson et al. als eigenständige Art unter dem heute gültigen Namen Tamias rufus eingestuft. Innerhalb der Streifenhörnchen wird das Hopi-Streifenhörnchen gemeinsam mit den meisten anderen Arten der Untergattung Neotamias zugeordnet, die auch als eigenständige Gattung diskutiert wird.
Innerhalb der Art werden neben der Nominatform keine Unterarten unterschieden.

## Status, Bedrohung und Schutz
Das Hopi-Streifenhörnchen wird von der International Union for Conservation of Nature and Natural Resources (IUCN) als „nicht gefährdet“ (least concern) eingeordnet. Begründet wird dies mit den angenommenen hohen Bestandszahlen und dem regelmäßigen Auftreten, potenzielle bestandsgefährdende Risiken sind nicht vorhanden. Innerhalb ihres Verbreitungsgebietes werden die Hopi-Streifenhörnchen nicht bejagt oder gefangen, obwohl sie vor allem in Feldern, Gärten und Wohnanlagen in großer Anzahl störend werden können.

## Belege
1. 1 2 3 4 5 6 7 8 9 10  Richard W. Thorington Jr., John L. Koprowski, Michael A. Steele: Squirrels of the World. Johns Hopkins University Press, Baltimore MD 2012; S. 335–336. ISBN 978-1-4214-0469-1
2. 1 2 3 4 5 6  Neotamias rufus in der Roten Liste gefährdeter Arten der IUCN 2015.3. Eingestellt von: A.V. Linzey & NatureServe (G. Hammerson), 2008. Abgerufen am 26. Oktober 2015.
3. 1 2  Tamias rufus In: Don E. Wilson, DeeAnn M. Reeder (Hrsg.): Mammal Species of the World. A taxonomic and geographic Reference. 2 Bände. 3. Auflage. Johns Hopkins University Press, Baltimore MD 2005, ISBN 0-8018-8221-4.
4. ↑  Donald Frederick Hoffmeister, L. Scott Ellis: Geographic Variation in Eutamias quadrivittatus with Comments on the Taxonomy of Other Arizonan Chipmunks  The Southwestern Naturalist 24 (4), 10. Dezember 1979; S. 655–665. doi:10.2307/3670524
5. ↑  Stephanie L. Burt, Troy L. Best: Tamias rufus. Mammalian Species 460, 1994.
6. ↑  Howard Levenson, Robert S. Hoffmann, Charles F. Nadler, Ljerka Deutsch, Scott D. Freeman: Systematics of the Holarctic Chipmunks (Tamias). Journal of Mammalogy 1985, S. 219–242. doi:10.2307/1381236
7. ↑  Bruce D. Patterson, Ryan W. Norris: Towards a uniform nomenclature for ground squirrels: the status of the Holarctic chipmunks. Mammalia 80 (3), Mai 2016; S. 241–251 doi:10.1515/mammalia-2015-0004